# 6 uur van Spa-Francorchamps 2018
De 6 uur van Spa-Francorchamps 2018 was de eerste race van het FIA World Endurance Championship-seizoen 2018-2019. De race werd verreden op 5 mei 2018 op het Circuit de Spa-Francorchamps nabij Spa, België.
De race werd gewonnen door de Toyota Gazoo Racing #8 van Fernando Alonso, Sébastien Buemi en Kazuki Nakajima. De LMP2-klasse werd gewonnen door de G-Drive Racing #26 van Andrea Pizzitola, Roman Roesinov en Jean-Éric Vergne; omdat deze auto geen vaste deelnemer aan het kampioenschap was, werden de punten voor de overwinning uitgereikt aan de Jackie Chan DC Racing #38 van Gabriel Aubry, Stéphane Richelmi en Ho-Pin Tung. De LMGTE Pro-klasse werd gewonnen door de Ford Chip Ganassi Team UK #66 van Billy Johnson, Stefan Mücke en Olivier Pla. De LMGTE Am-klasse werd gewonnen door de Aston Martin Racing #98 van Paul Dalla Lana, Pedro Lamy en Mathias Lauda.

## Kwalificatie
Tijden vetgedrukt betekent de snelste tijd in die klasse.
| Pos. | Klasse    | No. | Team                      | Tijd      | Grid |
| ---- | --------- | --- | ------------------------- | --------- | ---- |
| 1    | LMP1      | 8   | Toyota Gazoo Racing       | 1:54.962  | 1    |
| 2    | LMP1      | 1   | Rebellion Racing          | 1:56.425  | 2    |
| 3    | LMP1      | 3   | Rebellion Racing          | 1:56.992  | 3    |
| 4    | LMP1      | 11  | SMP Racing                | 1:58.247  | 4    |
| 5    | LMP1      | 4   | ByKolles Racing Team      | 1:58.697  | 5    |
| 6    | LMP2      | 36  | Signatech Alpine Matmut   | 2:02.405  | 6    |
| 7    | LMP2      | 26  | G-Drive Racing            | 2:02.429  | 7    |
| 8    | LMP2      | 38  | Jackie Chan DC Racing     | 2:02.824  | 8    |
| 9    | LMP2      | 37  | Jackie Chan DC Racing     | 2:03.023  | 9    |
| 10   | LMP2      | 31  | DragonSpeed               | 2:03.420  | 10   |
| 11   | LMP2      | 28  | TDS Racing                | 2:04.703  | 11   |
| 12   | LMP2      | 29  | Racing Team Nederland     | 2:05.502  | 12   |
| 13   | LMP2      | 50  | Larbre Compétition        | 2:05.739  | 13   |
| 14   | LMGTE Pro | 67  | Ford Chip Ganassi Team UK | 2:12.947  | 14   |
| 15   | LMGTE Pro | 66  | Ford Chip Ganassi Team UK | 2:13.030  | 15   |
| 16   | LMGTE Pro | 91  | Porsche GT Team           | 2:13.034  | 16   |
| 17   | LMGTE Pro | 92  | Porsche GT Team           | 2:13:352  | 17   |
| 18   | LMGTE Pro | 82  | BMW Team MTEK             | 2:14.017  | 18   |
| 19   | LMGTE Pro | 51  | AF Corse                  | 2:14.385  | 19   |
| 20   | LMGTE Pro | 71  | AF Corse                  | 2:15.104  | 20   |
| 21   | LMGTE Pro | 97  | Aston Martin Racing       | 2:15.127  | 21   |
| 22   | LMGTE Pro | 81  | BMW Team MTEK             | 2:15.142  | 22   |
| 23   | LMGTE Pro | 95  | Aston Martin Racing       | 2:16.004  | 23   |
| 24   | LMGTE Am  | 77  | Dempsey-Proton Racing     | 2:16.357  | 24   |
| 25   | LMGTE Am  | 98  | Aston Martin Racing       | 2:16.359  | 25   |
| 26   | LMGTE Am  | 56  | Team Project 1            | 2:16.637  | 26   |
| 27   | LMGTE Am  | 88  | Dempsey-Proton Racing     | 2:16.768  | 27   |
| 28   | LMGTE Am  | 90  | TF Sport                  | 2:17.627  | 28   |
| 29   | LMGTE Am  | 70  | MR Racing                 | 2:17.627  | 29   |
| 30   | LMGTE Am  | 54  | Spirit of Race            | 2:18.917  | 30   |
| 31   | LMGTE Am  | 61  | Clearwater Racing         | 2:19.445  | 31   |
| 32   | LMP1      | 10  | DragonSpeed               | 1:59.158  | DNS  |
| 33   | LMGTE Am  | 86  | Gulf Racing UK            | 2:15.332  | 32   |
| 34   | LMP1      | 17  | SMP Racing                | Geen tijd | 33   |
| 35   | LMP1      | 5   | CEFC TRSM Racing          | Geen tijd | WD   |
| 36   | LMP1      | 6   | CEFC TRSM Racing          | Geen tijd | WD   |
| EX   | LMP1      | 7   | Toyota Gazoo Racing       | Geen tijd | Pit  |

## Uitslag
Winnaars in hun klasse zijn vetgedrukt; LMP1 is rood, LMP2 is blauw, LMGTE Pro is groen en LMGTE Am is oranje.
| Pos. | Klasse    | No. | Team                      | Coureurs                                                | Chassis                          | Banden | Ronden | Tijd/Reden        |
| Pos. | Klasse    | No. | Team                      | Coureurs                                                | Motor                            | Banden | Ronden | Tijd/Reden        |
| ---- | --------- | --- | ------------------------- | ------------------------------------------------------- | -------------------------------- | ------ | ------ | ----------------- |
| 1    | LMP1      | 8   | Toyota Gazoo Racing       | Fernando Alonso Sébastien Buemi Kazuki Nakajima         | Toyota TS050 Hybrid              | M      | 163    | 6:00:50.702       |
| 1    | LMP1      | 8   | Toyota Gazoo Racing       | Fernando Alonso Sébastien Buemi Kazuki Nakajima         | Toyota 2.4 L Turbo V6            | M      | 163    | 6:00:50.702       |
| 2    | LMP1      | 7   | Toyota Gazoo Racing       | Mike Conway Kamui Kobayashi José María López            | Toyota TS050 Hybrid              | M      | 163    | +1.444            |
| 2    | LMP1      | 7   | Toyota Gazoo Racing       | Mike Conway Kamui Kobayashi José María López            | Toyota 2.4 L Turbo V6            | M      | 163    | +1.444            |
| 3    | LMP1      | 3   | Rebellion Racing          | Mathias Beche Thomas Laurent Gustavo Menezes            | Rebellion R13                    | M      | 161    | +2 ronden         |
| 3    | LMP1      | 3   | Rebellion Racing          | Mathias Beche Thomas Laurent Gustavo Menezes            | Gibson GL458 4.5 L V8            | M      | 161    | +2 ronden         |
| 4    | LMP1      | 4   | ByKolles Racing Team      | Tom Dillmann Dominik Kraihamer Oliver Webb              | ENSO CLM P1/01                   | M      | 158    | +5 ronden         |
| 4    | LMP1      | 4   | ByKolles Racing Team      | Tom Dillmann Dominik Kraihamer Oliver Webb              | Nismo VRX30A 3.0 L Turbo V6      | M      | 158    | +5 ronden         |
| 5    | LMP1      | 11  | SMP Racing                | Michail Aljosjin Vitali Petrov                          | BR Engineering BR1               | M      | 158    | +5 ronden         |
| 5    | LMP1      | 11  | SMP Racing                | Michail Aljosjin Vitali Petrov                          | AER P60B 2.4 L Turbo V6          | M      | 158    | +5 ronden         |
| 6    | LMP2      | 26  | G-Drive Racing            | Andrea Pizzitola Roman Roesinov Jean-Éric Vergne        | Oreca 07                         | D      | 156    | +7 ronden         |
| 6    | LMP2      | 26  | G-Drive Racing            | Andrea Pizzitola Roman Roesinov Jean-Éric Vergne        | Gibson GK428 4.2 L V8            | D      | 156    | +7 ronden         |
| 7    | LMP2      | 38  | Jackie Chan DC Racing     | Gabriel Aubry Stéphane Richelmi Ho-Pin Tung             | Oreca 07                         | D      | 156    | +7 ronden         |
| 7    | LMP2      | 38  | Jackie Chan DC Racing     | Gabriel Aubry Stéphane Richelmi Ho-Pin Tung             | Gibson GK428 4.2 L V8            | D      | 156    | +7 ronden         |
| 8    | LMP2      | 36  | Signatech Alpine Matmut   | Nicolas Lapierre André Negrão Pierre Thiriet            | Alpine A470                      | D      | 156    | +7 ronden         |
| 8    | LMP2      | 36  | Signatech Alpine Matmut   | Nicolas Lapierre André Negrão Pierre Thiriet            | Gibson GK428 4.2 L V8            | D      | 156    | +7 ronden         |
| 9    | LMP2      | 37  | Jackie Chan DC Racing     | Jazeman Jaafar Nabil Jeffri Weiron Tan                  | Oreca 07                         | D      | 155    | +8 ronden         |
| 9    | LMP2      | 37  | Jackie Chan DC Racing     | Jazeman Jaafar Nabil Jeffri Weiron Tan                  | Gibson GK428 4.2 L V8            | D      | 155    | +8 ronden         |
| 10   | LMP2      | 28  | TDS Racing                | Loïc Duval François Perrodo Matthieu Vaxivière          | Oreca 07                         | D      | 155    | +8 ronden         |
| 10   | LMP2      | 28  | TDS Racing                | Loïc Duval François Perrodo Matthieu Vaxivière          | Gibson GK428 4.2 L V8            | D      | 155    | +8 ronden         |
| 11   | LMP2      | 31  | DragonSpeed               | Nathanaël Berthon Roberto González Pastor Maldonado     | Oreca 07                         | M      | 155    | +8 ronden         |
| 11   | LMP2      | 31  | DragonSpeed               | Nathanaël Berthon Roberto González Pastor Maldonado     | Gibson GK428 4.2 L V8            | M      | 155    | +8 ronden         |
| 12   | LMP2      | 50  | Larbre Compétition        | Julien Canal Erwin Creed Romano Ricci                   | Ligier JS P217                   | M      | 152    | +11 ronden        |
| 12   | LMP2      | 50  | Larbre Compétition        | Julien Canal Erwin Creed Romano Ricci                   | Gibson GK428 4.2 L V8            | M      | 152    | +11 ronden        |
| 13   | LMGTE Pro | 66  | Ford Chip Ganassi Team UK | Billy Johnson Stefan Mücke Olivier Pla                  | Ford GT                          | M      | 148    | +15 ronden        |
| 13   | LMGTE Pro | 66  | Ford Chip Ganassi Team UK | Billy Johnson Stefan Mücke Olivier Pla                  | Ford EcoBoost 3.5L Turbo V6      | M      | 148    | +15 ronden        |
| 14   | LMGTE Pro | 92  | Porsche GT Team           | Michael Christensen Kévin Estre                         | Porsche 911 RSR                  | M      | 148    | +15 ronden        |
| 14   | LMGTE Pro | 92  | Porsche GT Team           | Michael Christensen Kévin Estre                         | Porsche 4.0 L Flat-6             | M      | 148    | +15 ronden        |
| 15   | LMGTE Pro | 71  | AF Corse                  | Sam Bird Davide Rigon                                   | Ferrari 488 GTE Evo              | M      | 147    | +16 ronden        |
| 15   | LMGTE Pro | 71  | AF Corse                  | Sam Bird Davide Rigon                                   | Ferrari F154CB 3.9 L Turbo V8    | M      | 147    | +16 ronden        |
| 16   | LMGTE Pro | 91  | Porsche GT Team           | Gianmaria Bruni Richard Lietz                           | Porsche 911 RSR                  | M      | 147    | +16 ronden        |
| 16   | LMGTE Pro | 91  | Porsche GT Team           | Gianmaria Bruni Richard Lietz                           | Porsche 4.0 L Flat-6             | M      | 147    | +16 ronden        |
| 17   | LMGTE Pro | 82  | BMW Team MTEK             | Tom Blomqvist António Félix da Costa                    | BMW M8 GTE                       | M      | 146    | +17 ronden        |
| 17   | LMGTE Pro | 82  | BMW Team MTEK             | Tom Blomqvist António Félix da Costa                    | BMW S63 4.0 L Turbo V8           | M      | 146    | +17 ronden        |
| 18   | LMGTE Pro | 97  | Aston Martin Racing       | Jonathan Adam Alex Lynn Maxime Martin                   | Aston Martin Vantage AMR         | M      | 146    | +17 ronden        |
| 18   | LMGTE Pro | 97  | Aston Martin Racing       | Jonathan Adam Alex Lynn Maxime Martin                   | Aston Martin 4.0 L Turbo V8      | M      | 146    | +17 ronden        |
| 19   | LMGTE Pro | 95  | Aston Martin Racing       | Marco Sørensen Nicki Thiim Darren Turner                | Aston Martin Vantage AMR         | M      | 146    | +17 ronden        |
| 19   | LMGTE Pro | 95  | Aston Martin Racing       | Marco Sørensen Nicki Thiim Darren Turner                | Aston Martin 4.0 L Turbo V8      | M      | 146    | +17 ronden        |
| 20   | LMGTE Pro | 81  | BMW Team MTEK             | Nick Catsburg Martin Tomczyk                            | BMW M8 GTE                       | M      | 145    | +18 ronden        |
| 20   | LMGTE Pro | 81  | BMW Team MTEK             | Nick Catsburg Martin Tomczyk                            | BMW S63 4.0 L Turbo V8           | M      | 145    | +18 ronden        |
| 21   | LMGTE Am  | 98  | Aston Martin Racing       | Paul Dalla Lana Pedro Lamy Mathias Lauda                | Aston Martin Vantage GTE         | M      | 144    | +19 ronden        |
| 21   | LMGTE Am  | 98  | Aston Martin Racing       | Paul Dalla Lana Pedro Lamy Mathias Lauda                | Aston Martin 4.5 L V8            | M      | 144    | +19 ronden        |
| 22   | LMGTE Am  | 90  | TF Sport                  | Charlie Eastwood Euan Hankey Salih Yoluç                | Aston Martin Vantage GTE         | M      | 144    | +19 ronden        |
| 22   | LMGTE Am  | 90  | TF Sport                  | Charlie Eastwood Euan Hankey Salih Yoluç                | Aston Martin 4.5 L V8            | M      | 144    | +19 ronden        |
| 23   | LMGTE Am  | 61  | Clearwater Racing         | Matt Griffin Weng Sun Mok Keita Sawa                    | Ferrari 488 GTE                  | M      | 143    | +20 ronden        |
| 23   | LMGTE Am  | 61  | Clearwater Racing         | Matt Griffin Weng Sun Mok Keita Sawa                    | Ferrari F154CB 3.9 L Turbo V8    | M      | 143    | +20 ronden        |
| 24   | LMGTE Am  | 77  | Dempsey-Proton Racing     | Julien Andlauer Matt Campbell Christian Ried            | Porsche 911 RSR                  | M      | 142    | +21 ronden        |
| 24   | LMGTE Am  | 77  | Dempsey-Proton Racing     | Julien Andlauer Matt Campbell Christian Ried            | Porsche 4.0 L Flat-6             | M      | 142    | +21 ronden        |
| 25   | LMGTE Am  | 70  | MR Racing                 | Olivier Beretta Eddie Cheever III Motoaki Ishikawa      | Ferrari 488 GTE                  | M      | 142    | +21 ronden        |
| 25   | LMGTE Am  | 70  | MR Racing                 | Olivier Beretta Eddie Cheever III Motoaki Ishikawa      | Ferrari F154CB 3.9 L Turbo V8    | M      | 142    | +21 ronden        |
| 26   | LMGTE Am  | 88  | Dempsey-Proton Racing     | Matteo Cairoli Khaled Al Qubaisi Giorgio Roda           | Porsche 911 RSR                  | M      | 141    | +22 ronden        |
| 26   | LMGTE Am  | 88  | Dempsey-Proton Racing     | Matteo Cairoli Khaled Al Qubaisi Giorgio Roda           | Porsche 4.0 L Flat-6             | M      | 141    | +22 ronden        |
| 27   | LMGTE Pro | 51  | AF Corse                  | James Calado Alessandro Pier Guidi                      | Ferrari 488 GTE Evo              | M      | 139    | +24 ronden        |
| 27   | LMGTE Pro | 51  | AF Corse                  | James Calado Alessandro Pier Guidi                      | Ferrari F154CB 4.0 L Turbo V8    | M      | 139    | +24 ronden        |
| 28   | LMP2      | 29  | Racing Team Nederland     | Frits van Eerd Giedo van der Garde Jan Lammers          | Dallara P217                     | M      | 139    | +24 ronden        |
| 28   | LMP2      | 29  | Racing Team Nederland     | Frits van Eerd Giedo van der Garde Jan Lammers          | Gibson GK428 4.2 L V8            | M      | 139    | +24 ronden        |
| 29   | LMGTE Am  | 86  | Gulf Racing UK            | Ben Barker Alex Davison Michael Wainwright              | Porsche 911 RSR                  | M      | 137    | +26 ronden        |
| 29   | LMGTE Am  | 86  | Gulf Racing UK            | Ben Barker Alex Davison Michael Wainwright              | Porsche 4.0 L Flat-6             | M      | 137    | +26 ronden        |
| 30   | LMGTE Am  | 54  | Spirit of Race            | Francesco Castellacci Giancarlo Fisichella Thomas Flohr | Ferrari 488 GTE                  | M      | 136    | +27 ronden        |
| 30   | LMGTE Am  | 54  | Spirit of Race            | Francesco Castellacci Giancarlo Fisichella Thomas Flohr | Ferrari F154CB 3.9 L Turbo V8    | M      | 136    | +27 ronden        |
| 31   | LMGTE Am  | 56  | Team Project 1            | Jörg Bergmeister Patrick Lindsey Egidio Perfetti        | Porsche 911 RSR                  | M      | 131    | +32 ronden        |
| 31   | LMGTE Am  | 56  | Team Project 1            | Jörg Bergmeister Patrick Lindsey Egidio Perfetti        | Porsche 4.0 L Flat-6             | M      | 131    | +32 ronden        |
| DNF  | LMP1      | 17  | SMP Racing                | Matevos Isaakjan Jegor Oroedzjev Stéphane Sarrazin      | BR Engineering BR1               | M      | 132    | Ongeluk           |
| DNF  | LMP1      | 17  | SMP Racing                | Matevos Isaakjan Jegor Oroedzjev Stéphane Sarrazin      | AER P60B 2.4 L Turbo V6          | M      | 132    | Ongeluk           |
| DNF  | LMGTE Pro | 67  | Ford Chip Ganassi Team UK | Tony Kanaan Andy Priaulx Harry Tincknell                | Ford GT                          | M      | 26     | Ongeluk           |
| DNF  | LMGTE Pro | 67  | Ford Chip Ganassi Team UK | Tony Kanaan Andy Priaulx Harry Tincknell                | Ford EcoBoost 3.5L Turbo V6      | M      | 26     | Ongeluk           |
| DSQ  | LMP1      | 1   | Rebellion Racing          | Neel Jani André Lotterer Bruno Senna                    | Rebellion R13                    | M      | 161    | Gediskwalificeerd |
| DSQ  | LMP1      | 1   | Rebellion Racing          | Neel Jani André Lotterer Bruno Senna                    | Gibson GL458 4.5 L V8            | M      | 161    | Gediskwalificeerd |
| DNS  | LMP1      | 10  | DragonSpeed               | Pietro Fittipaldi Ben Hanley Henrik Hedman              | BR Engineering BR1               | M      | 0      | Niet gestart      |
| DNS  | LMP1      | 10  | DragonSpeed               | Pietro Fittipaldi Ben Hanley Henrik Hedman              | AER P60B 2.4 L Turbo V6          | M      | 0      | Niet gestart      |
| WD   | LMP1      | 5   | CEFC TRSM Racing          | Charlie Robertson Dean Stoneman                         | Ginetta G60-LT-P1                | M      | 0      | Teruggetrokken    |
| WD   | LMP1      | 5   | CEFC TRSM Racing          | Charlie Robertson Dean Stoneman                         | Mecachrome V634P1 3.4 L Turbo V6 | M      | 0      | Teruggetrokken    |
| WD   | LMP1      | 6   | CEFC TRSM Racing          | Alex Brundle Oliver Rowland Oliver Turvey               | Ginetta G60-LT-P1                | M      | 0      | Teruggetrokken    |
| WD   | LMP1      | 6   | CEFC TRSM Racing          | Alex Brundle Oliver Rowland Oliver Turvey               | Mecachrome V634P1 3.4 L Turbo V6 | M      | 0      | Teruggetrokken    |

## Tussenstanden na wedstrijd
LMP (coureurs)
| Pos | Coureur                                         | Punten |
| --- | ----------------------------------------------- | ------ |
| 1   | Fernando Alonso Sébastien Buemi Kazuki Nakajima | 26     |
| 2   | Mike Conway Kamui Kobayashi José María López    | 18     |
| 3   | Mathias Beche Thomas Laurent Gustavo Menezes    | 15     |
| 4   | Tom Dillmann Dominik Kraihamer Oliver Webb      | 12     |
| 5   | Michail Aljosjin Vitali Petrov                  | 10     |

LMP1 (teams)
| Pos | Team                 | Punten |
| --- | -------------------- | ------ |
| 1   | Toyota Gazoo Racing  | 26     |
| 2   | Rebellion Racing     | 15     |
| 3   | ByKolles Racing Team | 12     |
| 4   | SMP Racing           | 10     |

GTE (coureurs)
| Pos | Coureur                                | Punten |
| --- | -------------------------------------- | ------ |
| 1   | Billy Johnson Stefan Mücke Olivier Pla | 25     |
| 2   | Michael Christensen Kévin Estre        | 18     |
| 3   | Sam Bird Davide Rigon                  | 15     |
| 4   | Gianmaria Bruni Richard Lietz          | 12     |
| 5   | Tom Blomqvist António Félix da Costa   | 10     |

GTE (constructeurs)
| Pos | Constructeur | Punten |
| --- | ------------ | ------ |
| 1   | Porsche      | 30     |
| 2   | Ford         | 26     |
| 3   | Ferrari      | 15,5   |
| 4   | BMW          | 14     |
| 5   | Aston Martin | 14     |

LMP2 (coureurs)
| Pos | Coureur                                             | Punten |
| --- | --------------------------------------------------- | ------ |
| 1   | Gabriel Aubry Stéphane Richelmi Ho-Pin Tung         | 25     |
| 2   | Nicolas Lapierre André Negrão Pierre Thiriet        | 19     |
| 3   | Jazeman Jaafar Nabil Jeffri Weiron Tan              | 15     |
| 4   | Loïc Duval François Perrodo Matthieu Vaxivière      | 12     |
| 5   | Nathanaël Berthon Roberto González Pastor Maldonado | 10     |

LMP2 (teams)
| Pos | Nr | Team                    | Punten |
| --- | -- | ----------------------- | ------ |
| 1   | 38 | Jackie Chan DC Racing   | 25     |
| 2   | 36 | Signatech Alpine Matmut | 19     |
| 3   | 37 | Jackie Chan DC Racing   | 15     |
| 4   | 28 | TDS Racing              | 12     |
| 5   | 31 | DragonSpeed             | 10     |

GTE Am (coureurs)
| Pos | Coureur                                            | Punten |
| --- | -------------------------------------------------- | ------ |
| 1   | Paul Dalla Lana Pedro Lamy Mathias Lauda           | 25     |
| 2   | Charlie Eastwood Euan Hankey Salih Yoluç           | 18     |
| 3   | Matt Griffin Weng Sun Mok Keita Sawa               | 15     |
| 4   | Julien Andlauer Matt Campbell Christian Ried       | 13     |
| 5   | Olivier Beretta Eddie Cheever III Motoaki Ishikawa | 10     |

GTE Am (teams)
| Pos | Nr | Team                  | Punten |
| --- | -- | --------------------- | ------ |
| 1   | 98 | Aston Martin Racing   | 25     |
| 2   | 90 | TF Sport              | 18     |
| 3   | 61 | Clearwater Racing     | 15     |
| 4   | 77 | Dempsey-Proton Racing | 13     |
| 5   | 70 | MR Racing             | 10     |